# Martin Sommerhoff
Martin Sommerhoff (* 1956 in Siegen) ist ein deutscher Kabarettist und Liedermacher.

## Leben und Wirken
Schon als Jugendlicher kam Sommerhoff zur Musik, mit neun Jahren zur Geige, dann zur Gitarre. Sein erstes handwerklich gefertigtes Instrument der irischen Firma Lowden, das ihn 3000 DM kostete, hat er sich als 16-Jähriger auf dem Bau verdient. Er spielt sie heute noch.
Nach einem Sportstudium an der Deutschen Sporthochschule Köln mit dem Abschluss Diplomsportlehrer und zusätzlich Philosophie und Musik an der Universität zu Köln entwickelte er seit 1980 erste eigene Texte und Liedkompositionen, die er dann ab 1986 zu einem ersten Solo-Kabarett-Auftritt ausbaute. Als er 1989 sein drittes Programm auf die Bühnen brachte, wurde er von Lore Lorentz als Meisterschüler angenommen. Im Oktober des gleichen Jahres bekam er den Kulturpreis der Stadt Hürth, in der er seit Studienzeiten lebt. 2005 brachte er sein dreizehntes Programm „Tagträumers Nachtgesang“ als Fazit und musikalischer Querschnitt aus 20 Jahren kabarettistischer Liedkunst auf die Bühne. Seine erste Langspielplatte „Salzigsüße Lieder“ kam 1988 heraus. Sein erstes Buch „Über uns hinaus“, Gedichte, Lieder, Aphorismen, erschien 1996. Nach 30 Jahren Bühnenerfahrung und mehr als 1200 Soloauftritten und der Produktion von fünf CDs gründete er 2014 die „Hürther Gitarrenschule“ mit allen Themen vom Gitarrenunterricht über Harmonielehre bis hin zur Improvisation und Bühnenpräsentation für Jung und Alt, Anfänger und angehende „Profis“.

## Das Rad der Kreativität
Sommerhoff gründete 2005 zusammen mit dem Karlsruher Philosophieprofessor  Guido Rappe das Projekt Ideenfinder. Dieses Projekt der Kreativitätsentwicklung ist das Ergebnis eines Dialogs zwischen Philosophie und Kunst. Mit diesen Ideen ist er seit 2007 Lehrbeauftragter an der Justus-Liebig-Universität Gießen im Bereich „Außerfachliche Kompetenzen“. Aus dem Projekt ging auch das Rad der Kreativität hervor, eine Kreativitätstechnik, bei der durch improvisierte körperliche Bewegungen die kreative Inspiration stimuliert werden soll. Das Rad der Kreativität wurde insbesondere als Gruppentechnik konzipiert.

### Überblick
Das Rad der Kreativität arbeitet mit einem Phasenschema, das die klassische, jedoch passive Phase der Inkubation durch die aktive Phase der Improvisation ersetzt.  Insgesamt besteht das Rad der Kreativität aus fünf Phasen: 
- Thema
- Variation
- Improvisation
- Inspiration
- Evaluation

Ausgangspunkt ist das Thema, bei dem das zu lösende Problem festgelegt wird. Bei der Variation wird anschließend versucht, das Ausgangsproblem analytisch zu durchdringen, um es zu präzisieren und in seinen Facetten offenzulegen. In der Phase der Improvisation werden kreative Bewegungsformen aus der Theaterarbeit eingesetzt, um die alltäglichen Bewegungsformen aufzubrechen und eine kreative Atmosphäre zu erzeugen. Auf diese Weise soll das kreative Denken stimuliert werden, um in der anschließenden Inspiration konkrete Ideen zu sammeln (z. B. durch ein klassisches Brainstorming). Abschließend werden die gesammelten Ideen einer Evaluation unterzogen. Die Metapher des Rads steht dafür, dass der kreative Prozess nicht nach einem Durchlauf abgelaufen ist, sondern erst durch regelmäßiges Durchlaufen in Schwung kommt.

### Wissenschaftliche Fundierung
Beim Rad der Kreativität handelt es sich um eine wissenschaftlich fundierte Kreativitätstechnik, bei der theoretische Erkenntnisse der Leib-Phänomenologie (z. B. die Neue Phänomenologie des Philosophen Hermann Schmitz) mit praktischen Techniken der Improvisation aus der Theaterarbeit kombiniert werden. In der Leib-Phänomenologie wird der Leib als Quelle des subjektiven Spürens vom anatomischen Körper unterschieden. Im Gegensatz zur klassischen Gegenüberstellung von Körper und Geist wird auf diese Weise eine integrative Betrachtung zwischen leiblichen Bewegungen und geistigen Aktivitäten ermöglicht.  Der Leib besitzt eine eigene, subjektiv spürbare Vitalität, die sich als leibliches Potenzial verstehen lässt und sich nicht nur in einem Gefühl der Lebendigkeit, sondern eben auch der Kreativität äußert. Dadurch kann mit der Leib-Phänomenologie ein theoretischer Zugang zu künstlerischen Improvisationstechniken gewonnen werden, mit der sich die Wirksamkeit in Bezug auf die Entfaltung kreativer Potenziale phänomenologisch nachweisen lässt. Kreativität ist demzufolge nicht nur als geistiger Akt zu verstehen, sondern entsteht aus dem Zusammenspiel von leiblichen und geistigen Bewegungen. Indem der Mensch seine leiblich eingeschliffenen Bewegungsformen aufbricht, wird der Blick auf die Situation verändert und erweitert, so dass kreative Einfälle angeregt und provoziert werden können. Beim Rad der Kreativität handelt es sich um die erste explizit leib-phänomenologisch fundierte Kreativitätstechnik.

## Werke (Auswahl)
Bücher
- Über uns hinaus: Gedichte – Lieder – Aphorismen. Kunsthaus-Verlag, Boddin 1996, ISBN 978-3-933274-13-7.